# Сулега
Сулега — село в Бежецком районе Тверской области. Входит в состав Борковского сельского поселения.

## География
Село находится в 2 км на восток от центра поселения деревни Борок Сулежский и в 20 км на северо-восток от районного центра Бежецка.

## История
В 1835 году в селе была построена каменная Воскресенская церковь с 3 престолами.
В конце XIX — начале XX века село являлось центром Сулежской волости Бежецкого уезда Тверской губернии. 
С 1929 года село входило в состав Борковского сельсовета Бежецкого района Бежецкого округа Московской области, с 1935 года — в составе Калининской области, с 2005 года — в составе Борковского сельского поселения.

## Население
| 1859 | 2008 | 2010 |
| ---- | ---- | ---- |
| 244  | ↘12  | ↘8   |

## Достопримечательности

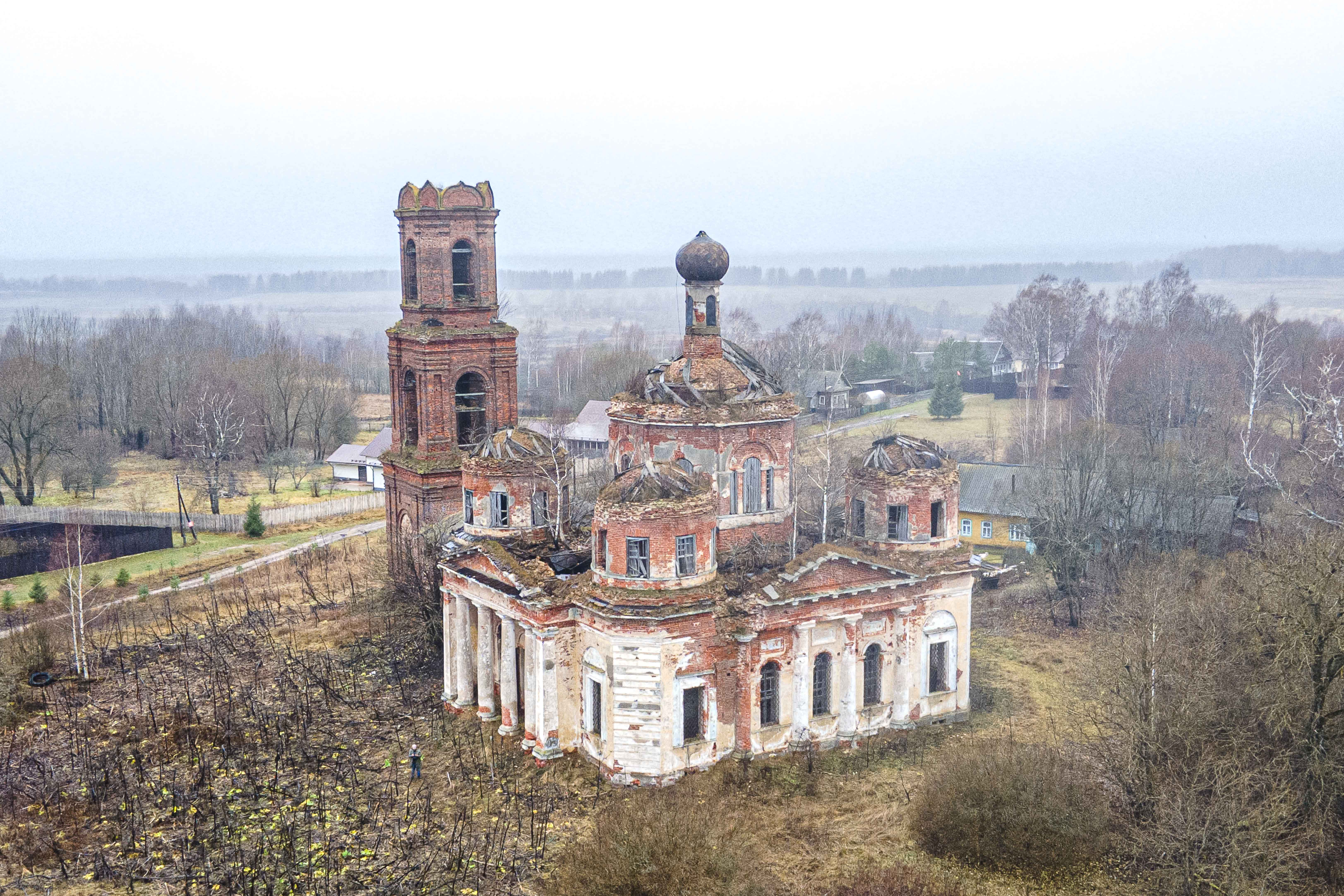
Церковь Воскресения Христова

В селе расположена недействующая Церковь Воскресения Христова (1835).

## Известные люди
В селе родился участник Великой Отечественной войны Герой Советского Союза Василий Алексеевич Евланов.